# Bahnhof Shimizusawa
Der Bahnhof Shimizusawa (jap. 清水沢駅, Shimizusawa-eki) ist ein ehemaliger Bahnhof auf der japanischen Insel Hokkaidō. Er befand sich in der Unterpräfektur Sorachi auf dem Gebiet der Stadt Yūbari und war von 1897 bis 2019 in Betrieb.

## Beschreibung

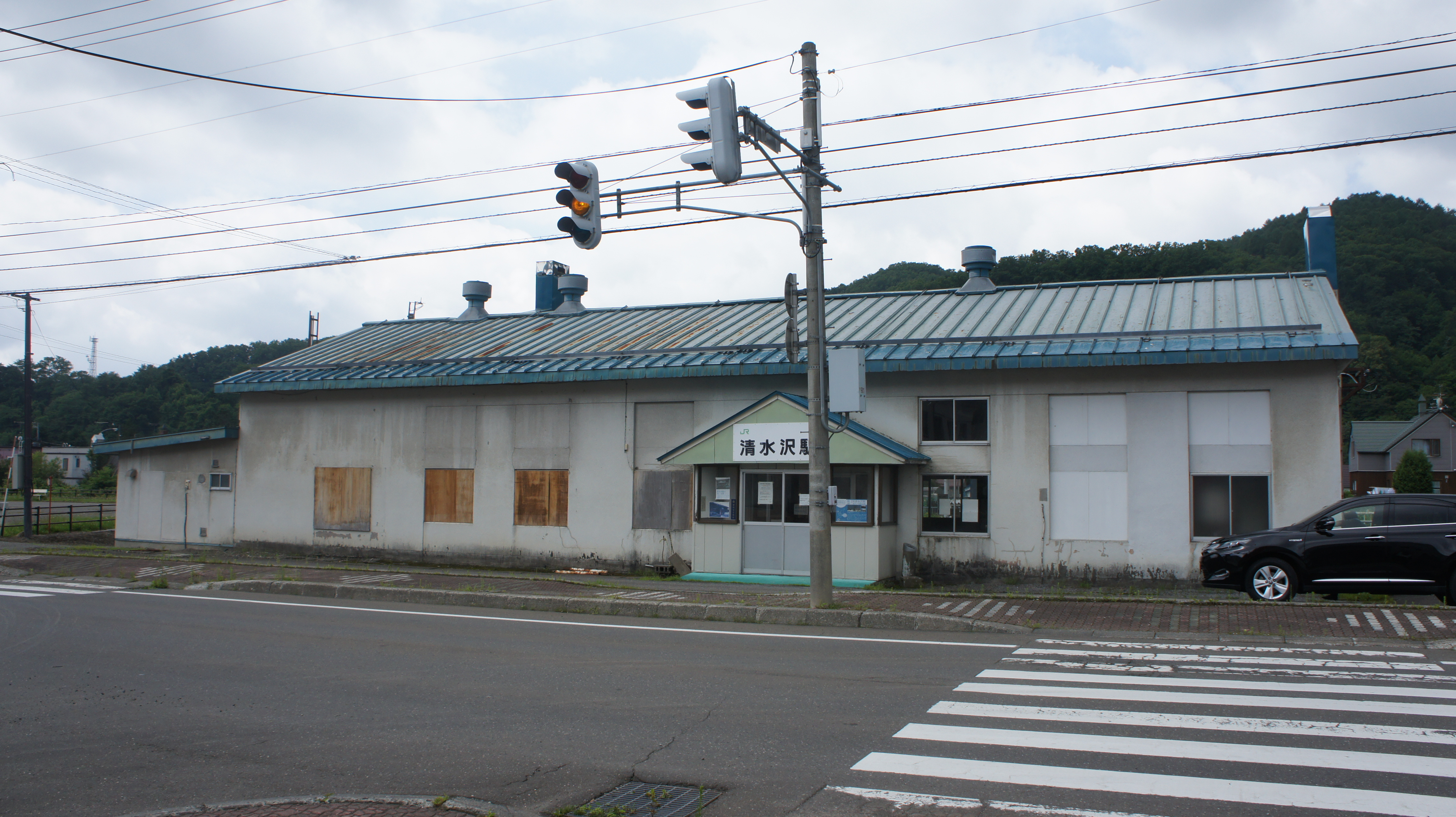
Bahnhofsgebäude

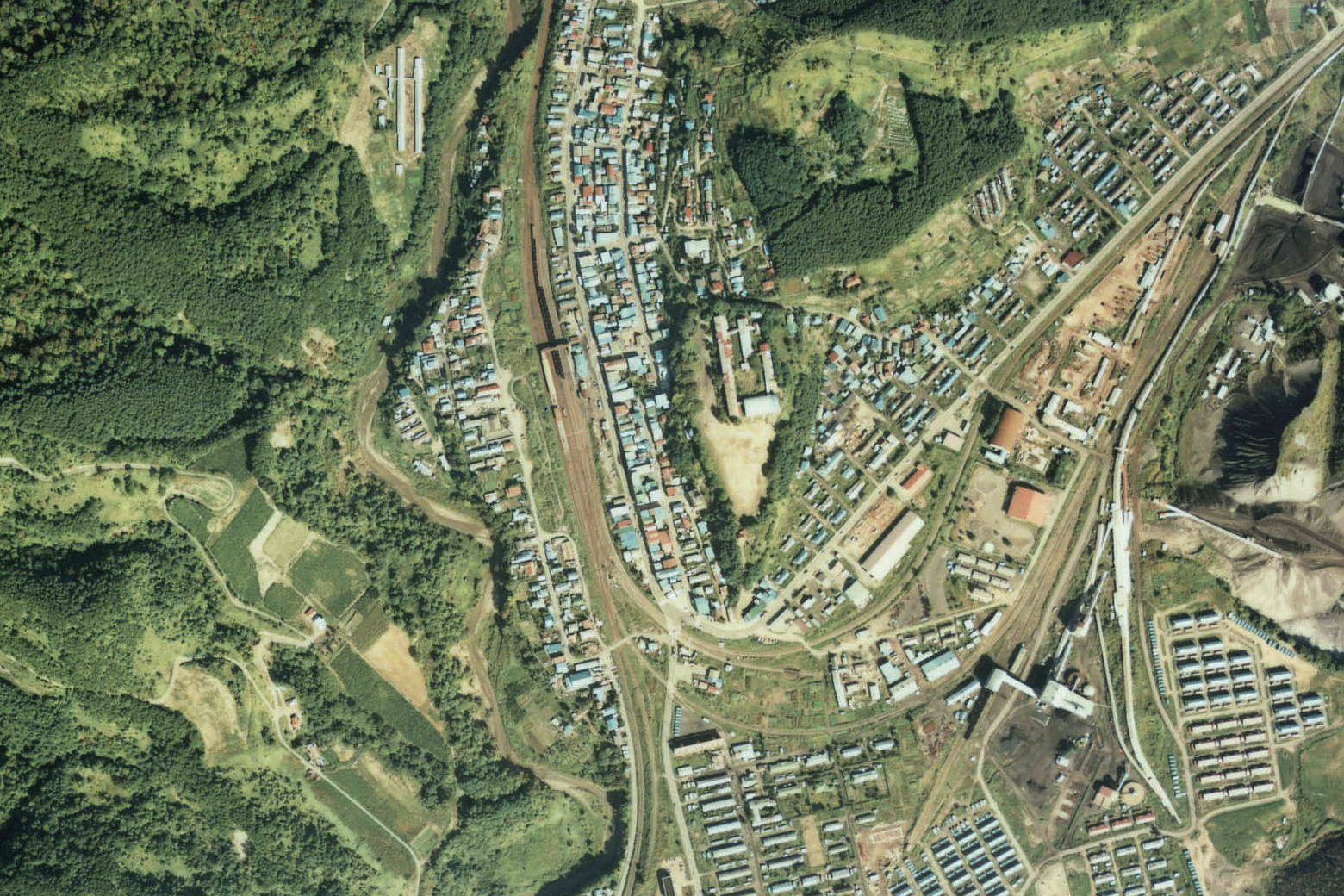
Luftansicht (1976)

Shimizusawa war ein Trennungsbahnhof an der Yūbari-Zweigstrecke der Sekishō-Linie. Sie führte von Shin-Yūbari zum Bahnhof Yūbari und wurde zuletzt von der Gesellschaft JR Hokkaido betrieben. Von dieser zweigte die Ōyūbari-Bahnlinie des Mitsubishi-Konzerns ab.
Der frühere Bahnhof steht im Zentrum des Ortsteils Shimizusawa und ist von Süden nach Norden ausgerichtet. Während seiner Blütezeit besaß er wegen des regen Güterverkehrs fünf Gleise, zuletzt blieb nur noch eines übrig. Es liegt an der Außenseite des früheren Mittelbahnsteigs, auf dem ein kleiner Unterstand steht. Die frühere gedeckte Überführung, die ihre Funktion eingebüßt hatte, war bereits 2005 abgebrochen und durch einen asphaltierten Weg zwischen dem Bahnsteig und dem Empfangsgebäude an der Ostseite der Anlage ersetzt worden.

## Geschichte
Die Bergbau- und Bahngesellschaft Hokkaidō Tankō Tetsudō eröffnete am 1. November 1892 die Yūbari-Linie (夕張線, Yūbari-sen) zwischen Oiwake und Yūbari. Sie diente in erster Linie dem Abtransport der im Yūbari-Bergbaurevier abgebauten Steinkohle zum Hafen von Muroran. Der daraufhin entstandene Ort Shimizusawa erhielt fünf Jahre später, am 16. Februar 1897, einen eigenen Bahnhof. Nach der Verstaatlichung der Hokkaidō Tankō Tetsudō am 1. Oktober 1906 war das Eisenbahnamt (das spätere Eisenbahnministerium) zuständig.
Der Mitsubishi-Konzern nahm in einem Seitental mehrere Steinkohlebergwerke in Betrieb und errichtete zu deren Erschließung eine in Shimizusawa abzweigende Stichstrecke. Die Ōyūbari-Bahnlinie wurde am 1. Juni 1911 eröffnet. Ab 1. Oktober 1981 war die Yūbari-Linie ein Teil der Sekishō-Linie. Im Rahmen der Privatisierung der Japanischen Staatsbahn ging der Bahnhof am 1. April 1987 in den Besitz der neuen Gesellschaft JR Hokkaido über. Mitsubishi legte am 22. Juli 1987 die Ōyūbari-Bahnlinie still, zwei Tage später stellte JR Freight den Güterverkehr ein. Die Gleisanlagen wurden daraufhin sukzessive zurückgebaut. Seit 2015 war der Bahnhof nicht mehr mit Personal besetzt. Schließlich legte JR Hokkaido am 1. April 2019 auch die Yūbari-Zweigstrecke der Sekishō-Linie still; seither wird der Ort durch eine Buslinie erschlossen.